# Love You to Death (Tegan and Sara)
Love You to Death è l'ottavo album in studio del duo canadese Tegan and Sara, pubblicato nel 2016.

## Tracce
1. That Girl – 2:44
2. Faint of Heart – 2:54
3. Boyfriend – 2:47
4. Dying to Know – 3:37
5. Stop Desire – 3:17
6. White Knuckles – 3:18
7. 100x – 3:02
8. BWU – 3:21
9. U-Turn – 2:58
10. Hang On to the Night – 3:29